# Abstracción cromática
Abstracción cromática es una expresión de la historiografía del arte que puede aplicarse a cualquiera de los distintos movimientos de la pintura abstracta que tienen una especial vinculación con el color, como el sincromismo de 1913 o el color field de los años 50.
Se utiliza en oposición al término abstracción geométrica.